# 土屋彦六
土屋 彦六（つちや ひころく、旧姓・杉山、1856年6月27日（安政3年5月25日） - 1930年（昭和5年）4月16日）は、日本メソジスト教会の牧師である。杉山孫六の実弟。
沼津・下谷・築地・牛込・甲府・浜松・中遠・吉原・玉幡・谷村・相良・見附の教会を牧し、46年間の伝道者生活を送った。
静岡教会会堂建築に非常な尽力をした。
静岡バンドの一員。

## 生涯
1856年（安政3年）5月25日に幕臣にして静岡学問所(後の賤機舎)教官の杉山三八安親の子として生まれ、賤機舎の英学生として学ぶ。
1874年（明治7年）9月27日　デイヴィッドソン・マクドナルドより賤機舎の山中笑ら10名と供に洗礼を受ける。
1877年（明治10年）1月15日　G・M・ミーチャム宣教師が集成舎の校長の江原素六、教官の末吉訳郎と中川貴重、および生徒3名に洗礼を授け、彼等が沼津教会を形成する。
1878年（明治11年）
- 1月　沼津教会に赴任し初代牧師となる[3]。
- 6月17日　G・M・ミーチャム宣教師、沼津を去り東京府下谷に赴任[4]。

1879年（明治11年）12月21日　G・M・ミーチャム宣教師が下谷教会を創設。土屋彦六が転任し、初代牧師となる。
1880年（明治12年）7月 甲府教会に転任し、第2代牧師となる。
1881年（明治14年）
- 9月18日 平岩愃保、山中笑、浅川広湖と共に下谷教会でジョージ・ミーチャムから按手礼を受けてメソジストの日本人最初の正資格牧師になる[5][7]。
- 12月　牛込教会(現在の頌栄教会)に転任し、3代目牧師となる。[8][9]

1882年（明治15年）1月 牛込教会から沼津教会に再赴任し第3代牧師となる。
1884年（明治17年）
- 4月　牛込教会(現在の頌栄教会)に転任し、6代目牧師となる[10]。
- 遠州森城主の娘で、下谷教会の創設者の土屋としと結婚して、土屋姓になる。

1885年（明治18年）
- 4月 牛込教会を離れる[10]。
- 6月 甲府教会に転任し、第5代牧師となる[11]。

1887年（明治20年）9月 甲府教会牧師を辞める。
1888年（明治21年）4月 牛込教会に転任し9代目牧師となる。
1891年（明治24年）7月 牛込教会から浜松教会に転任し、第5代牧師となる。
1896年（明治29年）6月22日 浜松教会から見附教会（後の中遠教会）に転任する。
1900年（明治33年）沼津教会に再赴任し第11代牧師となる。
1905年（明治38年）吉原教会に転任。
1906年（明治39年）吉原教会牧師を辞める。
1907年（明治40年）4月 甲府教会に転任し、第11代目牧師となる。
1909年（明治42年）3月 玉幡講義所および竜王講義所の担当として転任。
1922年（大正11年）見附教会を最後に牧師を引退。
1930年（昭和5年）4月16日 永眠。74歳。